# 卯月イツカ
卯月 イツカ（うづき イツカ、1975年11月30日 - ）は、日本の小説家。

## 経歴・人物
大阪府出身。大阪教育大学教育学部教養学科を卒業する。子育てのかたわら創作活動を開始する。
2015年、『名もない花なんてものはない』で愛媛県松山市が主催する第14回坊っちゃん文学賞の大賞を受賞する（審査員長：椎名誠、審査員：早坂暁、中沢新一、高橋源一郎）。
趣味として、創作活動全般と読書を挙げている。子どもの頃に自分のお小遣いを出して買った初めての本は、『クレヨン王国』シリーズ（福永令三著）で、「物語を書きたい」と思ったきっかけとなった作品だという。

## 作品リスト
- 『名もない花なんてものはない』